# Campeonato Paraense de Futebol de 1999
O Campeonato Paraense de Futebol de 1999 foi a 87º edição da divisão principal do campeonato estadual do Pará. O campeão foi o Remo que conquistou seu 38º título na história da competição. O Paysandu foi o vice-campeão. O artilheiro do campeonato foi Mael, jogador do Remo, com 13 gols marcados.

## 1º turno

### Participantes
| Equipe          | Cidade     | Em 1998      | Estádio            | Capacidade | Títulos (mais recente) | Part. |
| --------------- | ---------- | ------------ | ------------------ | ---------- | ---------------------- | ----- |
| Águia de Marabá | Marabá     | Não disputou | Zinho de Oliveira  | 5.000      | 0 (não possui)         | 1ª    |
| Ananindeua      | Ananindeua | Não disputou | Souza              | 5.000      | 0 (não possui)         | 2     |
| Bragantino      | Bragança   | 5º           | Diogão             | 5.000      | 0 (não possui)         | 7     |
| Castanhal       | Castanhal  | 9º           | Modelão            | 7.500      | 0 (não possui)         | 5     |
| Paysandu        | Belém      | 1º           | Curuzu             | 16.200     | 37 (1998)              | 83    |
| Remo            | Belém      | 2º           | Baenão             | 12.000     | 37 (1997)              | 83    |
| Santa Rosa      | Belém      | 8º           | Curuzú             | 12.500     | 0 (não possui)         | 13    |
| São Francisco   | Santarém   | 7º           | Colosso do Tapajós | 20.000     | 0 (não possui)         | 2     |
| São Raimundo-PA | Santarém   | 4º           | Colosso do Tapajós | 16.000     | 0 (não possui)         | 2     |
| Sport Belém     | Belém      | 10º          | Curuzu             | 16.200     | 0 (não possui)         | 32    |
| Tuna Luso       | Belém      | 6º           | Souza              | 5.000      | 10 (1988)              | 65    |
| Vênus           | Abaetetuba | 3º           | Humberto Parente   | 3.100      | 0 (não possui)         | 2     |

### 1ª fase
- (Os 4 primeiros de cada grupo avançam à 2ª fase; os líderes levam um ponto extra como bonificação)

### 2ª fase (Quartas de final)
Primeiro jogo
| 17 de abril | São Francisco-PA | 1 – 1 | Paysandu       | Barbalhão, Santarém           |
|             | Luís Otávio 5'   |       | 24' Zé Augusto | Árbitro: Silvano Souza Santos |

| 18 de abril | Castanhal | 1 – 0 | Sport Belém | Modelão, Castanhal |
|             | Almir 44' |       |             |                    |

| 18 de abril | Vênus | 0 – 1 | Tuna Luso  | Humberto Parente, Abaetetuba      |
|             |       |       | 32' Murilo | Árbitro: Olivaldo da Silva Moraes |

| 19 de abril | São Raimundo-PA                | 2 – 3 | Remo                              | Barbalhão, Santarém      |
|             | Juninho 44' (pen) · Rangel 67' |       | 21' 22' Mael · 50' (pen) Ednílson | Árbitro: Luis Julio Lima |

Segundo jogo
| 21 de abril | Tuna Luso | 0 – 0 | Vênus | Souza, Belém                          |
|             |           |       |       | Árbitro: José Ribamar Ferreira Araújo |

| 21 de abril | Paysandu                 | 2 – 1 | São Francisco-PA | Curuzu, Belém                       |
|             | Guga 5' · Zé Augusto 44' |       | 20' Edíl         | Árbitro: Mauro Gilberto dos Cardoso |

| 21 de abril | Sport Belém | 0 – 2 | Castanhal                  | Mangueirão, Belém |
|             |             |       | Jurinha · Luís Carlos Apeú |                   |

| 21 de abril | Remo    | 1 – 0 | São Raimundo-PA | Baenão, Belém                              |
|             | Mael 3' |       |                 | Árbitro: Lenílson Pedro Paulo de Alcântara |

### 3ª fase (Quadrangular final)
Rodada Extra
| 9 de maio | Paysandu                    | 2 – 1 | Remo             | Mangueirão, Belém                                |
|           | Abimael 37' · Alexandre 44' |       | 60' (pen) Borges | Público: 26,836 Árbitro: Luciano Augusto Almeida |

## 2º turno

### 1ª fase
- (Os 4 primeiros de cada grupo avançam à 2ª fase; os líderes levam um ponto extra como bonificação)

### 2ª fase (Quartas de final)
Primeiro jogo
| 3 de junho | Vênus         | 1 – 1 | Remo      |  |
|            | Tocantins 10' |       | 27' Fábio |  |

| 3 de junho | São Francisco-PA | 1 – 2 | Paysandu              |  |
|            | Gatinho          |       | Silva · 88' Iranílson |  |

| 3 de junho | Águia de Marabá                       | 2 – 1 | Castanhal            |  |
|            | Damião 80' (pen) · Claudio Gavião 85' |       | 27' Luís Carlos Apeú |  |

| 3 de junho | Tuna Luso        | 1 – 0 | São Raimundo-PA |  |
|            | Murilo 65' (pen) |       |                 |  |

Segundo jogo
| 6 de junho | São Raimundo-PA     | 1 – 1 | Tuna Luso |  |
|            | Arnaldo Chulapa 84' |       | 81' Jaime |  |

| 7 de junho | Remo                                                 | 5 – 2 | Vênus                      |  |
|            | Mael 26' · ? pen' · Vânder 30' 67' · Pachequinho 62' |       | 4' Charles · 86' Tocantins |  |

| 7 de junho | Paysandu                                     | 4 – 0 | São Francisco-PA |  |
|            | Alexandre 18' · Abimael 40' 61' · Vagner 48' |       |                  |  |

| começou em 7 de junho os últimos 35 minutos foram jogados em 8 de junho | Castanhal | 1 – 2 | Águia de Marabá |  |
|                                                                         | ?         |       | ? · 81' Damião  |  |

Rodada extra
| começou em 8 de junho os últimos 30 minutos foram jogados em 11 de junho | São Raimundo-PA               | 2 – 0 | Tuna Luso |  |
|                                                                          | Arnaldo Chulapa 6' · Badu 85' |       |           |  |

## Final
Primeiro jogo
| 4 de julho | Remo                             | 2 – 1 | Paysandu  |  |
|            | Leonardo 40' · Belterra 61' (GC) |       | 2' Vágner |  |

Segundo jogo
| 7 de julho | Remo         | 1 – 2 | Paysandu                                           |  |
|            | Ânderson 59' |       | 71' (pen) Paulinho Santarém · 85' Marcelo Capanema |  |

Terceiro jogo
| 11 de julho | Remo       | 1 – 0 | Paysandu |  |
|             | Aílton 47' |       |          |  |

## Premiação
| Campeonato Paraense de 1999 |
| Belém                       |
| --------------------------- |
| Remo Campeão (38º título)   |